# François Louis Charles de Ricard
François Louis Charles de Ricard est un homme politique français né le 2 avril 1761 à Toulouse (Haute-Garonne) et mort le 20 avril 1832 à Toulouse.

## Biographie
Propriétaire, fils d'un ancien capitoul, il est député de la Haute-Garonne de 1820 à 1827, siégeant dans la majorité soutenant les gouvernements de la Restauration.

## Sources
- « François Louis Charles de Ricard », dans Adolphe Robert et Gaston Cougny, Dictionnaire des parlementaires français, Edgar Bourloton, 1889-1891 [détail de l’édition]